# Personnages de My Otome
Cette page liste tous les personnages de la série My-otome par ordre chronologique.

## La Guerre des Douze Royaumes (300 ans avant les événements de l'anime)
- Master de Fumi : apparaît dans le premier épisode de Mai-Otome 0 ~S.ifr~ quand elle libère les pouvoirs de cette dernière. Elle ressemble à Mashiro donc sans doute la reine de Windbloom à cette époque.
- Fumi Himeno : la première Otome. Elle mit fin à cette guerre et scella la technologie dans l'académie de Garderobe, dont elle est la fondatrice. Son corps repose dans le mausolée de l'académie et sert de source de pouvoir aux Otome. (GEM : Pure White Diamond, le Diamant de Pureté)

## Mai-Otome Saga(100 ans avant les événements de l'anime)
- Anri Vald Windbloom : noble de Windbloom et Master d'Ayane.
- Ayane Hazakura : Otome d'Anri et princesse de la nation de Taiyuan. (GEM : Lofty Crimson Jade, le Jade Pourpre de la Noblesse)
- Clarissa : camarade de classe d'Ayane.
- Nicola : camarade de classe d'Ayane.
- Sophia : camarade de classe d'Ayane.

## La Guerre du Roi Dragon (50 ans avant les évènements de l'anime)
- Argos XII : empereur de Chaldea et Master de Monica qui apparaît dans le premier épisode de Mai-Otome 0 ~S.ifr~ quand on le voit mourir sur son trône entouré de ses conseillers après la défaite de son Otome.
- Monica Julen : Otome d'Argos XII. Elle fut la Trias numéro 1 et l'aînée de Miss Maria, tuée par sa meilleure amie la Trias numéro 2 Sylvie, car elles se devaient de représenter leurs Masters durant la guerre qui opposait leurs pays. Elle apparaît dans le huitième épisode de l'anime ainsi que dans le premier épisode de Mai-Otome 0 ~S.ifr~. (GEM : Flowing Water Diopside, le Diopside de l'Eau Courante)
- Marc Antoine : roi de Florince et Master de Sylvie.
- Sylvie Mosse : Otome de Marc Antoine. Elle fut la Trias numéro 2 qui dû vaincre sa meilleure amie, la Trias numéro 1 Monica, car elles se devaient de représenter leurs Masters durant la guerre qui opposait leurs pays. Elle apparaît dans le huitième épisode de l'anime ainsi que dans le premier épisode de Mai-Otome 0 ~S.ifr~. (GEM : L. R. Zoïsite)

## Mai-Otome 0 ~S.ifr~(25 ans avant les évènements de l'anime)

### Royaume de Windbloom
- Roi de Windbloom : frère aîné des princes Richard et Bruce.
- Richard de Windbloom : prince de Windbloom et père de Sifr.
- Elena Fran : ancienne Otome et mère de Sifr.
- Bruce Banin de Windbloom II : prince de Windbloom et Master de Lena.
- Sifr Fran : étudiante d'Aries et princesse de Windbloom très convoitée pas les Schwartz du fait de ses pouvoirs d'héritière.
- Lena Sayers : Otome de Bruce qui possédait à la fois les pouvoirs d'une HiME (son Child se nomme Artemis) et d'une Otome. (GEM : Lofty Crimson Jade, le Jade Pourpre de la Noblesse/Blue Sky Sapphire, le Saphir du Ciel Azur)

### Église d'Earl
- Sœur Zion Margaret : Master de Raquel.
- Raquel Mayol : Otome de Zion et l'aînée de Lena et d'Elliot. (GEM : Bound Dragons Rhodonite, la Rhodonite des Dragons Liés)

### Garderobe
- Elliot Chandler : premier pilier et amie de Lena. (GEM : GalacticaMarine, l'Aigue-marine de la Voie Lactée)
- Una Shamrock : directrice de l'académie de Garderobe et second pilier. Elle ordonna à Elliot d'exécuter Sifr si celle-ci venait à être capturée pas les Schwartz, mais fut terrasser par Lena ainsi que les trois autres piliers et démise de ses fonctions de directrice. (GEM : Bewitching Smile Amethyst, l'Améthyste du Sourire Ensorcelant)
- Rei Juggernaut : troisième pilier. (GEM : Intensely Playing Peridot, le Péridot du Jeu Intense)
- Kyoko Tsumabuki : quatrième pilier. (GEM : Whirlwind Rose Quartz, le Quartz Rose du Tourbillon)
- Irma Vandeveld : cinquième pilier. (GEM : Ice Silver Crystal, le Cristal Argenté de Glace et de Neige)
- Miss Maria Graceburt : professeur responsable de la classe Perle puis directrice intérimaire.

### Schwartz
- John Smith : représentant des Schwartz qui désirait s'emparer des pouvoirs d'héritière de Sifr.
- Kid : bras droit de John Smith.
- Femme Slave Lord : garde du corps de John Smith ayant la capacité de matérialiser un Slave à l’apparence d'une raie bouclée.
- M-9 : androïde sœur de Miyu qui reçut les capacités de combats de Fumi et pouvant copier les techniques de ses adversaires. Elle fut neutralisée par Lena au cours d'un rude combat.

### Village d'Aswad
- Branquin : chef d'Aswad et allié des Schwartz.
- Cattsue : combattant d'Aswad.
- Ranbos : combattant d'Aswad.
- Shiro : biologiste qui vit dans le désert du village d'Aswad. Il recueillit Lena après son combat contre M-9 et lui donna la GEM du Saphir du ciel azur que lui confia Miyu.
- Reito : frère de Shiro.

### Principauté d'Artai
- Bel Glan Artai : grand-duc d'Artai et Master de Sakura.
- Sakura Hazakura : Otome de Bel et princesse de la nation de Taiyuan. Elle est probablement une descendante d'Ayane du fait de leur ressemblance et leur nom. (GEM : Stormy Sakura Chrysoberyl, le Chrysobéryl de la Tempête de Fleurs de Cerisier)

## Mai-Otome

### Garderobe
- Garderobe est une académie spécialisée pour former les Otome, elle contient 2 classe : La classe Corail (50 élèves) et la classe Perle (25 élèves). Elle fut fondée il y a 300 ans par la Grande Meister Otome Fumi Himeno.

#### Classe Corail
- Arika Yumemiya : Corail numéro 51. Gaffeuse, la tête remplie de rêves et d'idéaux. Elle rentre à l'académie de Garderobe afin de devenir une Otome, comme sa mère, qui est en réalité Rena Sayers. Fille de Shiro et nièce de Reito ou Rad (le cyborg du village Aswad). Originaire de Galleria.
- Nina Wáng : Corail numéro 1 et fille adoptive de Sergay Wáng.Originaire de la principauté d'Artai. Qui est en réalité la vrai princesse de Windbloom.
- Erstin Ho : Corail numéro 17 et compagne de chambre de Nina et d'Arika, elle devient aussi pour elles une grande amie, mais elle fut obligée de se battre contre elles, pour l’honneur du clan Ho qui s'est allié aux Schwartz. Originaire du royaume d'Annam.
- Irina Woods : élève de la classe Corail étoile et amie d'Arika. Elle a un véritable amour pour la technologie et n'hésite pas de soi-disant emprunter des pièces du laboratoire de Yohko. Originaire de la république d'Aries.
- Tomoe Marguerite : Corail numéro 2. Semble très gentille mais cache une personnalité malfaisante, car elle est jalouse de l'affection de Shizuru envers Arika. Après la prise de Windbloom par Artai, elle devint le leader des Valkyries, les Otome des Schwartz. Originaire du royaume de Windbloom. (GEM : Cursed Obsidian, l'Obsidienne de la Malédiction)
- Lilie Adean : élève de la classe Corail étoile. Originaire du royaume de Lutesia Romulus.
- Yayoi Alter : élève de la classe Corail étoile. Originaire du royaume de Lutesia Romulus.
- Miya Clochette : élève de la classe Corail étoile et amie de Tomoe, qui se servait d'elle pour arriver à ses fins. Présente sa démission au cours de la série pour rentrer au royaume de Lutesia Remus.

#### Classe Perle
- Akane Soir : Trias numéro 1 et l'aînée d'Erstin et d'Irina. Élue Otome du roi Charles avant la fin de ses études, mais abandonne son rêve de devenir une Otome pour s'enfuir avec le prince Kazuya dont elle est amoureuse. Originaire du royaume de Florince.
- Chie Hallard : Trias numéro 2 puis 1 à la suite du départ d'Akane et l'aînée de Tomoe et de Lilie. Elle souhaite devenir le second du Commodore Haruka Armitage. Après la prise de Windbloom par Artai, elle rejoignit les Valkyries mais dans un but précis. Originaire de la république d'Aries.
- Shiho Huit : Trias numéro 3 puis 2 à la suite du départ d'Akane et l'aînée de Yayoi et de Miya. Pratiquante du maki-maki (malédiction vaudou) et un peu loufoque, toujours en désaccord avec Nao. Originaire de l'empire de Chaldea.
- Juliet Nao Zhang : numéro 4 puis Trias numéro 3 à la suite du départ d'Akane et l'aînée d'Arika et de Nina. Fainéante et toujours à se plaindre, elle prend un malin plaisir à chercher des ennuis avec Shiho. Originaire de la principauté d'Artai.

#### Personnel de Garderobe
- Yohko Helene : la scientifique en chef de l'académie de Garderobe, elle s'occupe des nanomachines qui confèrent leurs pouvoirs aux Otome. Originaire du village d'Aswad.
- Miss Maria Graceburt : professeur responsable de la classe Perle, elle est connue pour être très stricte. Originaire de l'ancien royaume de Lutesia  (GEM : Eternal Recurrence Jasper, le Jaspe de l'Éternité)
- Yukariko Steinberg : professeur responsable de la classe Corail étoile. Originaire du royaume de Florince. (GEM : Dazzling Mirage Lapis Lazuli, le Lapis-lazuli de l'Éblouissement)

#### Cinq Piliers
- Sara Gallagher : premier pilier. Apparaît vers la fin de la série alors qu'elle était en mission pour les pays de l'Est. Originaire de la république d'Aries. (GEM : GalacticaMarine, l'Aigue-marine de la Voie Lactée)
- Natsuki Kruger : directrice de l'académie de Garderobe et second pilier. Originaire du Comté de Kruger. (GEM : Ice Silver Crystal, le Cristal Argenté de Glace et de Neige)
- Shizuru Viola : troisième pilier et chargée de la sécurité de l'académie de Garderobe. Originaire du royaume de Windbloom. (GEM : Bewitching Smile Amethyst, l'Améthyste du Sourire Ensorcelant)
- Juliet Nao Zhang : quatrième pilier et anciennement une élève Perle. Originaire de la principauté d'Artai. (GEM : Break String Spinel, le Spinelle des Fils Brisés)
- Mahya Blythe : cinquième pilier. Apparaît vers la fin de la série quand on la voit récupérer Akane. Originaire du royaume de Mauryan. (GEM : Swirling Dance Fluorite, la Fluorine de la Danse Tourbillonnante)

### Royaume de Windbloom
- Mashiro Blan de Windbloom : insupportable princesse - puis reine - de Windbloom. Nagi l'appelle «Fausse princesse», car il existe des doutes sur l'authenticité de ses origines (ce qui explique en partie son attitude capricieuse et orgueilleuse). En devenant le Master d'Arika, et après diverses rencontres et aventures, elle changera son attitude pour pouvoir devenir une grande reine.
- Arika Yumemiya : Otome de Mashiro avec qui elle avait conclu un pacte alors qu'elle n'était qu'une Otome Corail. (GEM : Blue Sky Sapphire, le Saphir du Ciel Azur)
- Nina Wáng :  héritière légitime du trône de Windbloom.
- Mikoto : chat royal assez espiègle et un peu spécial, très intelligent, qui mine de rien aidera Mashiro et Arika durant l'histoire.
- Sakomizu Cardinal : capitaine de la garde de Windbloom.
- Aoi Senoh : femme de chambre de Mashiro. Cette dernière passant son temps à se sauver, c'est à la pauvre Aoi que revient la gestion effective du royaume. Elle tient aussi beaucoup à Mashiro, et a de forts liens avec Chie.
- Bruce Banin de Windbloom II : roi de Windbloom et père Nina. Il fut tué lors de l'assaut contre Windbloom (15 ans avant les évènements de l'anime).
- Sifr Fran : reine de Windbloom et mère de Nina. elle fut tuée lors de l'assaut contre Windbloom (15 ans avant les évènements de l'anime).
- Lena Sayers : ancienne Otome de Windbloom qui perdit ses pouvoirs après la naissance de sa fille : Arika (qu'elle eu sans doute avec Shiro). Elle fut tuée par Rad lors de l'assaut contre Windbloom (15 ans avant les évènements de l'anime). Peu de temps après, les Schwartz s'emparèrent de sa dépouille pour en faire la nouvelle fondatrice du Système Valkyrie.

### Principauté d'Artai
- Nagi Dài Artai : grand-duc et roi d'Artai et principal antagoniste de la série. Il est le Master de Nina et probablement le fils de Bel. Il a une volonté de fer et une très grande culture, il adore taquiner Mashiro. Il deviendra l'ennemi public n°1 après avoir orchestré l'invasion de Windbloom et provoqué la fuite de Mashiro. Tout cela afin de s'emparer d'un orgue monumental et très puissant, l'Harmonium. Ressemblance frappante avec le Nagi de Mai-Hime.
- Nina Wáng : Otome de Nagi. (GEM : Ultimate Black Diamond, le Diamant de Jais)
- Sergay Wáng : major et bras droit de Nagi, ainsi que le père adoptif de Nina. Il a trouvé celle-ci durant une mission consistant à démanteler un réseau qui enlevait et élevait des enfants pour en faire des tueurs. Il tient beaucoup à sa fille, mais aussi à Arika car elle lui rappelle sa mère Lena, qu'il aimait.
- Tatsuhiko Gorvic Zaycech IV : étudiant d'Artai qui accompagne souvent Sergay.
- Yamada : espion informateur qui travaille pour Sergay et Nao.

### République d'Aries
- Yukino Chrysant : présidente d'Aries et Master d'Haruka.
- Haruka Armitage : Otome de Yukino ainsi que commodore. Elle est en perpétuelle concurrence avec Shizuru. (GEM : Continental Orb Topaz, la Topaze de l'Île du Bijoux)

### Empire de Chaldea
- Argos XIV : empereur de Chaldea qui s'était allié à Aswad, mais il mourut après la défaite de son Otome contre Midori.
- Fiar Grosse : Otome d'Argos XIV vaincue par Midori par vengeance de ce qu'elle a causé à son village et de sa traîtrise. (GEM : Excel Elegance White Onyx, l'Onyx de l’Éclat Sublime)
- Kazuya Krau-xeku : étudiant de l'université de Windbloom et petit-ami d'Akane. Ils finirent tous les deux par s’enfuir mais il fut ramené par ses conseillers pour devenir le nouvel empereur.
- Akane Soir : Otome de Kazuya qui normalement, devait être promise à Charles mais s’enfuit au cours de la cérémonie. C'est Mahya qui pour la punir de cet excès, l’obligea à devenir l'Otome de Kazuya. (GEM : Pure Heart Malachite, la Malachite du Cœur Pur)

### Royaume de Florince
- Charles Guinel Roy d’Florince VIII : roi de Florince et Master de Rosalie et de Shiho.
- Rosalie Claudel : Otome de Charles qui se retira un temps de sa fonction à cause de son mariage, mais à la suite de la fuite d'Akane, elle reprit son service. (GEM : Pure Heart Malachite, la Malachite du Cœur Pur/Abyssal Green Jadeite, la Jadéite de l'Abîme)
- Shiho Huit : élue au cours de la série comme Otome de remplacement à cause de la fuite d'Akane, mais aussi dans le but d'améliorer les relations entre Chaldea et Florince. Elle ne s'entend pas très bien avec Rosalie car celle-ci croit qu'elle lui a volé sa place. (GEM : Spiral Spin Serpentine, la Serpentine de la Spirale)

### Royaume de Lutesia Romulus
- Roi de Lutesia Romulus : Master de Carla.
- Carla Bellini : Otome du roi de Lutesia Romulus. (GEM : Rumbling Thunder Garnet, le Grenat du Tonnerre)

### Royaume de Lutesia Remus
- Reine de Lutesia Remus : Master de Laula.
- Laula Bianchi : Otome de la reine de Lutesia Remus. (GEM : Flowery Splendor Enstatite, l'Enstatite de la Magnificence)

### Royaume d'Annam
- N'guyen Bao : roi d'Annam et Master de sa fille Anh Lu. Il prêta main-forte à Aries et Garderobe pour mettre fin au plan de Nagi.
- Anh Lu : Otome de N'guyen et princesse d'Annam. (GEM : Infinite Wisdom Azurite, l'Azurite du Destin Clairvoyant)

### Empire de Zipang
- Takumi Tokiha : prince de Zipang. En se faisant passer pour un étranger, il profite d'une visite diplomatique à Windbloom pour partir explorer la ville et essayer de ressentir les sentiments que sa sœur a pu avoir quand elle étudiait à Garderobe, et peut-être trouver des informations sur sa disparition. Mashiro finit par tomber amoureuse de lui car il lui offrit un anniversaire exceptionnel.
- Akira Okuzaki : garde du corps ninja de Takumi, qu'elle est obligée de remplacer au pied levé pour les cérémonies diplomatiques quand ce dernier part vagabonder en ville à la recherche de sa sœur.
- Iori : membre de la garde de Takumi.

### Village d'Aswad
- Midori : chef d'Aswad. Elle est aimée de son peuple et veut le sauver d'une maladie qui les atteint lors de la dernière grande guerre, et pour cela elle fait tout pour s'emparer de la technologie de Garderobe.
- Rad (Reito) : combattant d'Aswad qui vainquit Lena lors de l'assault contre Windbloom (14 ans avant les évènements de l'anime). Petit frère de Shiro le père d'Arika donc l'oncle d'Arika.
- Lumen : combattant d'Aswad qui possède une voix d'homme et un corps de femme. Mourut lors de la chute de Chaldea.
- Gal : combattante d'Aswad qui parle toujours en utilisant une combinaison d'anglais et de japonais.
- Dyne : combattant d'Aswad.
- Lugh : villageois d'Aswad.

### Schwartz
- John Smith (Kid) : le représentant des Schwartz, une organisation obscure destinée à la recherche et au développement de la science noire. Il s'est emparé de la dépouille de Lena pour en faire la nouvelle fondatrice du Système Valkyrie. Il fut tué à la fin de la série par Sergay.

### La Vallée Noire
- Mai Tokiha : princesse de Zipang et sœur de Takumi. Elle est une ancienne élève de Garderobe où elle et Natsuki étaient rivales, mais aussi de très grandes amies. Portée disparue, on l'appelle l'Otome légendaire, déchirée entre l'amour et ses rêves. Elle connaît Miyu, et son Master est la déesse des chats, Mikoto. (GEM : Fire Stirring Ruby, le Rubis du Feu)
- Mikoto, la déesse des chats : gardienne de l'Harmonium et Master de Mai, et cela parce qu'elle a avalé la GEM jumelle à celle de Mai. Elle porte la marque des HiME et possède une force et des pouvoirs incroyablement élevés.

### Fondation Searrs
- M.I.Y.U ou Miyu : androïde créé par la fondation Searrs. M.I.Y.U signifie : Merciful Intelligential Yggdrasil Unit. Les divers éléments de dialogues qu'elle fournit durant la série permettent de supposer avec assez d'assurance que c'est en fait la Miyu déjà présente dans Mai-HiME. Elle permit aux Otome à la fin de la série de s'affranchir de leurs pactes avec leurs Masters, en réveillant l'étoile des HiME (Administar dans Mai-Otome).
- Alissa Searrs : elle fut la maîtresse de Miyu et l'ancêtre de Lena et d'Arika, probablement une HiME elle aussi. Elle apparaît dans le vingt-quatrième épisode. C'est aussi le nom du canaris qui accompagne Miyu.

## Mai-Otome Zwei (1 an après les évènements de l'anime)

### Garderobe

#### Personnel de Garderobe
- Yohko Helene.
- Miss Maria Graceburt.
- Yukariko Steinberg.
- Irina Woods : chercheuse dans le laboratoire de l'académie de Garderobe.
- Gal : collègue de travail d'Irina.

#### Cinq Piliers
- Sara Gallagher.
- Natsuki Kruger.
- Shizuru Viola.
- Juliet Nao Zhang.
- Mahya Blythe.

### Royaume de Windbloom
- Mashiro Blan de Windbloom.
- Arika Yumemiya : Otome de Mashiro. (GEM : Blue Sky Sapphire, le Saphir du Ciel Azur)
- Nina Wáng :  Otome provisoire de Mashiro. (GEM : Neptune Emerald, l’Émeraude de Neptune)
- Mikoto.
- Sakomizu Cardinal.
- Aoi Senoh.

### République d'Aries
- Yukino Chrysant.
- Haruka Armitage.
- Bowman : lieutenant général et Master des Otome de la Force Delta.
- Chie Hallard : second lieutenant et responsable de la Force Delta.
- Gigi : R1 de la Force Delta.
- Jessica : R2 de la Force Delta.
- Dorothy : R3 de la Force Delta.
- Wattarl Ishigermin : artiste peintre qui voulait faire de sa secrétaire Tomoe la nouvelle présidente d'Aries.
- Tomoe Marguerite : candidate au élection présidentielle d'Aries.
- Nagi Dài Artai.

### Empire de Chaldea
- Kazuya Krau-xeku.
- Akane Soir.

### Royaume de Florince
- Charles Guinel Roy d’Florince VIII.
- Rosalie Claudel.
- Shiho Huit.

### Royaume de Lutesia Romulus
- Roi de Lutesia Romulus.
- Carla Bellini.

### Royaume de Lutesia Remus
- Reine de Lutesia Remus.
- Laula Bianchi.

### Royaume d'Annam
- N'guyen Bao.
- Anh Lu.

### Village d'Aswad
- Midori.
- Rad.
- Dyne.

### Le parc national de la montagne de la déesse des chats (anciennement La Vallée Noire)
- Mai Tokiha.
- Mikoto, la déesse des chats.
- Ribbon-chan : une fillette des Schwartz qui ressemble trait pour trait à Erstin, elle travaille au restaurant de Ramen de Mai. Son plus grand rêve est de devenir une Otome.

### Autres
- Yuna : principal antagoniste. C'est une entité venue de l'espace qui a gagné la planète Earl grâce à un débris de l'astéride qu'Arika avait détruit. Elle est contrôlée par la fondatrice Fumi de qui elle tient l’apparence d'ailleurs, et ses yeux ont le pouvoir de pétrifier les nanomachines et les transformer en roches.
- Miyu.
- Yamada.